# Xã Sylvan, Quận Osceola, Michigan
Xã Sylvan (tiếng Anh: Sylvan Township) là một xã thuộc quận Osceola, tiểu bang Michigan, Hoa Kỳ. Năm 2010, dân số của xã này là 1.099 người.